# SRV Record
Service record (bản ghi SRV, SRV record) là một đặc điểm kỹ thuật của dữ liệu trong DNS được sử dụng để xác định vị trí các dịch vụ đặc biệt trong 1 domain, ví dụ tên máy chủ và số cổng của các máy chủ cho các dịch vụ được chỉ định. Nó được định nghĩa trong RFC 2782.

## Ứng dụng
Một số giao thức Internet như Session Initiation Protocol (SIP) và XMPP (Extensible Messaging and Presence Protocol) được các ứng dụng dùng để kiếm các dịch vụ chúng cần. Active Directory sử dụng resource record này để xác định domain controllers, global catalog servers, Lightweight Directory Access Protocol (LDAP) servers.

## Cấu trúc
Các trường trong record SRV: 
- Tên dịch vụ service.
- Giao thức sử dụng.
- Tên miền (domain name).
- TTL: Thời gian RR được giữ trong cache
- Class: standard DNS class, luôn là IN
- Ưu tiên: ưu tiên của host, số càng nhỏ càng ưu tiên.
- Trọng lượng: khi cùng bực ưu tiên, thì trọng lượng 3 so với trọng lượng 2 sẽ được lựa chọn 60% (hỗ trợ load balancing).
- Port của dịch vụ.
- Target chỉ định FQDN cho host hỗ trợ dịch vụ.

### Thí dụ
```
_ldap._tcp.example.com. 3600 IN SRV 10 0 389 ldap01.example.com.
```

Một Client trong trường hợp này có thể nhờ DNS nhận ra rằng, trong tên miền example.com có LDAP Server ldap01, mà có thể liên lạc qua cổng TCP Port 389.